# 하랄트 폰 히르슈펠트
하랄트 폰 히르슈펠트(독일어: Harald von Hirschfeld, 1912년 7월 10일~1945년 1월 18일)는 제2차 세계 대전 당시 나치 독일 최연소 사단장을 지낸 육군 장교이다. 폴란드 침공전, 프랑스 침공전, 바르바로사 작전 등 다수의 주요 전투에 참가했다.

## 생애
1912년 7월 10일 독일 바이마르에서 태어났다. 1933년부터 1935년까지 카셀 시 경찰 서장의 보좌관으로 근무했고, 동년 4월 제국노동봉사대에 징집되었다. 같은 해 10월에는 육군에 자원 입대해 사병으로 제99 산악병 연대에서 예비역으로 약 2년간 복무했다. 1936년 9월 30일 장교로 되길 원했던 히르슈펠트는 사관 후보생이 되었다. 1936년 11월 12일 예비역 산악병 하사로 부사관으로 승진, 한 달 후에는 예비역 상사로 진급했고, 다음해 9월 1일 예비역 소위로 진급해 마침내 사관으로 임관했다. 1937년 10월 12일 신참 장교 히르슈펠트는 오랜 기간 자신의 보금자리가 될 제98 산악병 연대에 배속되었다. 1938년 7월 10일부터 8월 10일까지 한달간 포츠담 전쟁대학에 파견되어 참모 과정을 수료하고, 9월 1일 현역으로 전환되었다.
1938년 11월 10일 막 현역 소위가 된 히르슈펠트는 제98 산악병 연대 2대대 참모 장교로 발령을 받았다. 다음해 7월 동연대 제16 대전차 중대 소속 소대장이 되었다. 1939년 9월 제98 산악병 연대 참모 장교로서 법무 장교 직을 맡았다. 하지만 얼마 후인 12월 9일 제16 대전차 중대로 돌아왔고, 다음해 1월 1일 대전차 보충 중대 임시 중대장이 되었다. 당시의 공적으로 원대 복귀 후 제16 대전차 중대장에 임명되었다. 11월 25일부터 12월 6일까지의 짧은 기간 동안 제1 산악 사단 참모 장교로서 법무 장교 직을 수행했다. 그 후 제98 산악병 연대 7중대장이 되었다.
오랜 기간 동중대 중대장으로 복무한 히르슈펠트는 1942년 4월 제98 산악병연대 2대대장으로 승진했다. 1942년 10월 육군 총사령부(OKH)로 발령이 났고, 1943년 1월 소령으로 승진한 후 반년 동안 예비 장교로 지내던 히르슈펠트는 6월 잠시 동안 육군 총사령부에서 근무하다 1943년 7월 제1 산악 사단으로 복귀했다. 원대 복귀한 그는 동년 9월 자신의 이름이 붙여진 "히르슈펠트 전투단"을 이끌고 그리스에서 이탈리아군의 무장해제 임무를 맡았다. 당시 제98 산악병 연대 2대대장이었던 히르슈펠트는 공석인 연대장 자리로 인해 임시로 연대장 직을 수행하고 있었다. 그리고 그의 주도하에 유명한 케팔로니아섬의 참극이 벌어졌다(후술하겠지만 이는 히르슈펠트의 독단에 의해 벌어진 일이 아니다). 5,300명의 이탈리아군 포로가 학살되었고, 추가로 수천 명의 이탈리아군 포로가 의문의 사고사를 당했다.
제98 산악병 연대를 성공적으로 이끈 히르슈펠트는 동년 12월 정식으로 제98 산악병 연대장에 임명되었다. 1944년 7월 동연대를 훌륭히 지휘한 공적으로 대령으로 승진한 후 재차 예비 장교로 전환되었고, 동년 8월 3주 동안 사단장 교육과정을 밟았다. 다음달 9월 사단장 사전 교육을 위해 제564 국민척탄병 사단 임시 사단장으로 발령이 났다. 얼마 후 같은 목적으로 제337 국민척탄병 사단 임시 사단장으로 발령이 났고, 9월 22일에는 제78 국민척탄병 사단 임시 사단장에 임명되었다. 동년 12월 1일 히르슈펠트는 정식으로 사단의 지휘권을 인수했다. 이듬해 1945년 1월 15일 소장으로 승진했고, 3일 후인 1월 18일 타트라(Tatra) 두클라 고개(Dukla)에서 소련군과 격전을 치르던 중 폭격에 치명상을 입고 전사했다.
사망 후 당시까지의 공적을 인정받아 2월 10일 중장에 추서되었다.

## 전쟁범죄
1943년 9월 제1 산악 사단 제98 산악병 연대 2대대장 시절 히르슈펠트는 정식 지휘계통을 통해 내려온 히틀러의 명령에 따라 코린트 만에 위치한 케팔로니아섬(Cefalonia)에서 전투 후 항복한 안토니오 간딘(Antonio Gandin) 장군 휘하 이탈리아 아퀴 사단(Acqui Divison) 장교 및 병사 5,300여 명을 학살했다. 히틀러는 서방 연합국에게 항복한 이탈리아군을 반란군 취급했고 저항하는 이탈리아군은 사살해도 좋다는 명령을 내렸다. 전투라고 부를 수도 없는 살육으로 인해 아퀴 사단 장병 1,250여 명이 전사했고, 이후 포로가 된 10,000여 명 중 약 5,300명이 무자비하게 학살당했다. 더욱이 진상이 불분명하긴 하나 살아남은 포로들은 배로 독일 본토로 수송되던 중 독일군의 고의적인 행위라 의심되는 기뢰 충돌 사고로 태반이 이오니아해에서 익사했다.
단, 히르슈펠트의 직속 부대였던 제98 산악병 연대 2대대는 학살이라고 밖에 말할 수 없는 이 전투에 참가하지 않았다. 동대대는 "제99 산악병 연대 전투단"에 속해 케르키라섬(corfu)에 투입되어 있었다. 당시 임시 연대장으로서 제98 산악병 연대 3대대를 중심으로 편성된 히르슈펠트 전투단을 지휘해 학살극을 주도한 히르슈펠트는 대전 중 전사했기에 전쟁범죄 재판에 기소되지 않았다.
당시 제22 산악 군단장으로서 히르슈펠트의 직속 상관이었던 후베르트 란츠(Hubert Lanz) 산악대장은 뉘른베르크 재판에 관련 죄목으로 기소되어 12년 형을 선고받았다. 란츠는 6년을 복역한 후 1951년 석방되었다. 단, 후베르트 란츠는 '포로를 잡지말라'는 명령을 왜곡해서 히르슈펠트에게 전달했다. 란츠는 이탈리아군을 포획하라고 명령했던 것이다. 그러나 어째서인지 몰라도 '학살 명령'이 제대로 히르슈펠트 전투단에 전달되었고, 그로 인해 케팔로니아 섬의 참극이 벌어지게 된 것이었다. 따라서 당시의 학살 명령은 일단 란츠가 아니라 그의 직속 상관이었던 E 집단군 사령관 알렉산더 뢰어(Alexander Löhr) 상급대장을 통해 전해진 것으로 봐야 한다. 국방군 최고사령부(OKW)로부터 막시밀리안 폰 바익스 원수의 남동 전구 총사령부를 경유해 E 집단군 사령부에 명령이 내려졌다는 점 즉 정식 지휘계통을 밟아 명령이 수행되었다는 점을 감안하면 이는 우발적인 전쟁범죄가 아니라 특별학살부대(Einsatzgruppen) 식의 조직적인 전쟁범죄라 할 수 있다. 덧붙여, 전후 유고슬라비아 정부에 신병이 인도된 알렉산더 뢰어는 1947년 2월 16일 사형에 처해졌다.

## 육군 시기 경력

### 진급 내역
- 1936년 9월 30일 예비역 산악병 상병 (Gefreiter)
- 1936년 11월 12일 예비역 산악병 하사 (Oberjäger)
- 1936년 12월 10일 예비역 산악병 상사 (Feldwebel)
- 1937년 9월 1일 예비역 소위
- 1938년 9월 1일 현역 소위로 전환
- 1940년 6월 1일 중위
- 1942년 4월 2일 대위
- 1943년 1월 21일 소령
- 1943년 12월 1일 중령
- 1944년 7월 1일 대령
- 1945년 1월 15일 소장
- 1945년 2월 10일 중장 (사후 추서)

### 서훈 내역
- 1939년 11월 1일 2급 철십자장
- 1941년 6월 28일 1급 철십자장
- 1941년 7월 23일 전상장 흑장
- 1941년 7월 25일 보병돌격장 은장
- 1941년 9월 23일 전상장 은장
- 1941년 10월 2일 전상장 금장
- 1941년 11월 15일 기사십자장 (660번째, 제98 산악병 연대 2대대 7중대장)
- 1942년 8월 1일 동부전선 종군장
- 1942년 12월 23일 백엽 기사십자장 (164번째, 제98 산악병 연대 2대대장)

※ 1943년 1월 1일 제78 보병 사단을 기간으로 편성된 제78 돌격 사단(78.Sturm-Division)은 1944년 7월 민스크에서 괴멸한 후 동년 10월 제78 국민척탄병 사단(78.Volks-Grenadier-Division)으로 개편 및 개칭되었고, 1945년 1월에는 제78 국민 돌격 사단(78.Volks-Sturm-Division)으로 재차 개칭되었다. (제78 국민돌격대 사단(78.Volkssturm-Division)이 아니다). 따라서 히르슈펠트가 두클라 고개에서 전사했을 당시 직책은 제78 국민 돌격 사단장이다. 하지만 복잡한 사단 계통으로 인해 뭉뜨그려 제78 돌격 사단이라 통칭하기도 한다.

## 참고 문헌
- Mike Miller, Axis Biographical Research "Harald von Hirschfeld"
- Lexikon-der-wehrmacht.de. "Harald von Hirschfeld"
- Lexikon-der-wehrmacht.de. "78.Infanterie-Division"
- Marcus Wendel "1.Gebirgs-Division"
- 페리스코프 포럼 "히르슈펠트[깨진 링크(과거 내용 찾기)]"
- http://www.nrw.vvn-bda.de/texte/mittenwald_engl.htm
- http://forum.axishistory.com/viewtopic.php?start=165&t=78006
- http://forum.axishistory.com/viewtopic.php?t=87110